# Dawit Isaak
Dawit Isaak, né le 27 octobre 1964, est un journaliste, poète et écrivain suédois d'origine érythréenne. Il vint en Suède en 1987 et est devenu citoyen suédois en 1992, tout en gardant son ancienne citoyenneté érythréenne. En 1993, après la fin de la guerre et l'indépendance de l'Érythrée, il retourne à Asmara où il est cofondateur et rédacteur en chef du premier journal indépendant du pays, dénommé Setit.
En septembre 2001, Isaac et plusieurs autres journalistes sont emprisonnés pour avoir écrit sur un groupe de quinze membres du gouvernement qui exigeaient des réformes démocratiques et dont onze sont actuellement[Quand ?] en prison. Parmi les journalistes et politiciens emprisonnés en septembre 2001, au moins dix sont morts en prison, y compris l'ancien ministre des affaires étrangères Mahmud Ahmed Sherifo, et le journaliste Fesshaye Yohannes.
La photographie ci contre (en haut à droite) présente une reconstitution de sa cellule-prison présumée en Érythrée, une boite surchauffée, sans fenêtres, installée dans le centre de détention d'Eiraeiro, sur la mer Rouge où Dawit Isaak serait enfermé depuis janvier 2010, à l'isolement, en dépit d'un état de santé physique et mentale très dégradé. Cette reconstitution a été exposée aux Media Days à Göteborg en mars 2015 (le dessin sur le mur extérieur de la cellule est flouté pour de ne pas enfreindre les droits d'auteur présumés).
Selon les dernières informations disponibles par la Commission africaine des droits de l'homme et des peuples en 2016, il était encore vivant et probablement « incarcéré dans la prison d'Eiraeiro, à une dizaine de kilomètres au nord d'Asmara, en même temps que plusieurs autres journalistes ».
Selon Reporters sans frontières, en 2021, Dawit Isaak, adopté par Amnesty International comme prisonnier d'opinion est « le plus ancien journaliste prisonnier au monde ».

## Enfance et éléments de biographie
Né en Érythrée, Dawit Isaak (parfois orthographié Isaac) a cinq frères et sœurs qui grandissent dans une famille qui vit d'un petit magasin de spécialités italiennes.
Dans sa jeunesse, il écrit et monte des pièces de théâtre. Adulte il publie plusieurs livres (deux romans écrits en tigrinya (l'une des langues de l'Érythrée) qui lui valent plusieurs prix littéraires attribués lors de différents festivals en Érythrée.
Fuyant la guerre d'Érythrée, il arrive dans le camp de réfugiés de Markaryd en Suède.
De 1985 à 1992, il trouve un travail d'agent d'entretien et vit à Lerum près de Göteborg, tout en restant actif dans la diaspora érythréenne avec, entre autres, Yonas Manna (devenu depuis chargé d'affaires de l'Érythrée).
En 1992, il devient citoyen suédois.
Un an plus tard (1993), alors que la guerre s'est conclue par l'indépendance de l'Érythrée, il rentre à Asmara où il devient cofondateur, journaliste, copropriétaire et rédacteur en chef du premier journal indépendant du pays, dénommé Setit
De 1992 à 1997 il travaille pour le théâtre, créée un groupe de théâtre pour enfants, écrit un livre sur la guerre entre l'Éthiopie et l'Érythrée.
En 2000 il part pour un an à Göteborg avec sa famille puis rentre en Érythrée.
Père de trois enfants, âgé de 36 ans, il est brutalement privé de liberté et de ses droits, et il l'est resté depuis 2001.

## Arrestation
Le 23 septembre 2001, « alors qu'il prenait son petit déjeuner à son domicile d'Asmara, la capitale de l'Erythrée, en compagnie de son épouse et de leurs enfants », Dawit Isaak est arrêté par deux policiers érythréens du Service de la sûreté.
Au même moment, dans le pays, le gouvernement fait arrêter dix autres journalistes indépendants et onze éminents hommes politiques réformistes (incluant d'anciens ministres) appartenant à un groupe dit « G-15 » ou « groupe des 15 ». Ces incarcérations semblent être liées au fait qu'ils ont tous en 2001 critiqué la manière dont Isaias Afewerki dirigeait l'Érythrée, et qu'ils ont dans une série de lettres ouvertes au président Isayas Afeworki, demandé des réformes démocratiques incluant la mise en place d'élections et de la constitution promises. La presse indépendante, dont le journal Setit, avait couvert l'affrontement entre le président et les réformateurs et Dawit Isaak avait mentionné ces lettres dans son journal.
Selon la presse érythréenne, Yemane Gebremeskel (Conseiller du Président de la République), a justifié que les journalistes arrêtés à cette occasion l'ont été pour s'être soustraits au service militaire obligatoire. Mais ces arrestations faisaient suite à la fermeture et censure, le 18 septembre 2001, par les pouvoirs publics, de huit journaux érythréens (les détenus ayant en outre tous eu leurs comptes bancaires bloqués et leurs avoirs confisqués), et Isaac avait rapporté dans son journal Setit des critiques visant le président Afwerki.

## Emprisonnement sans charge, ni inculpation, ni procès

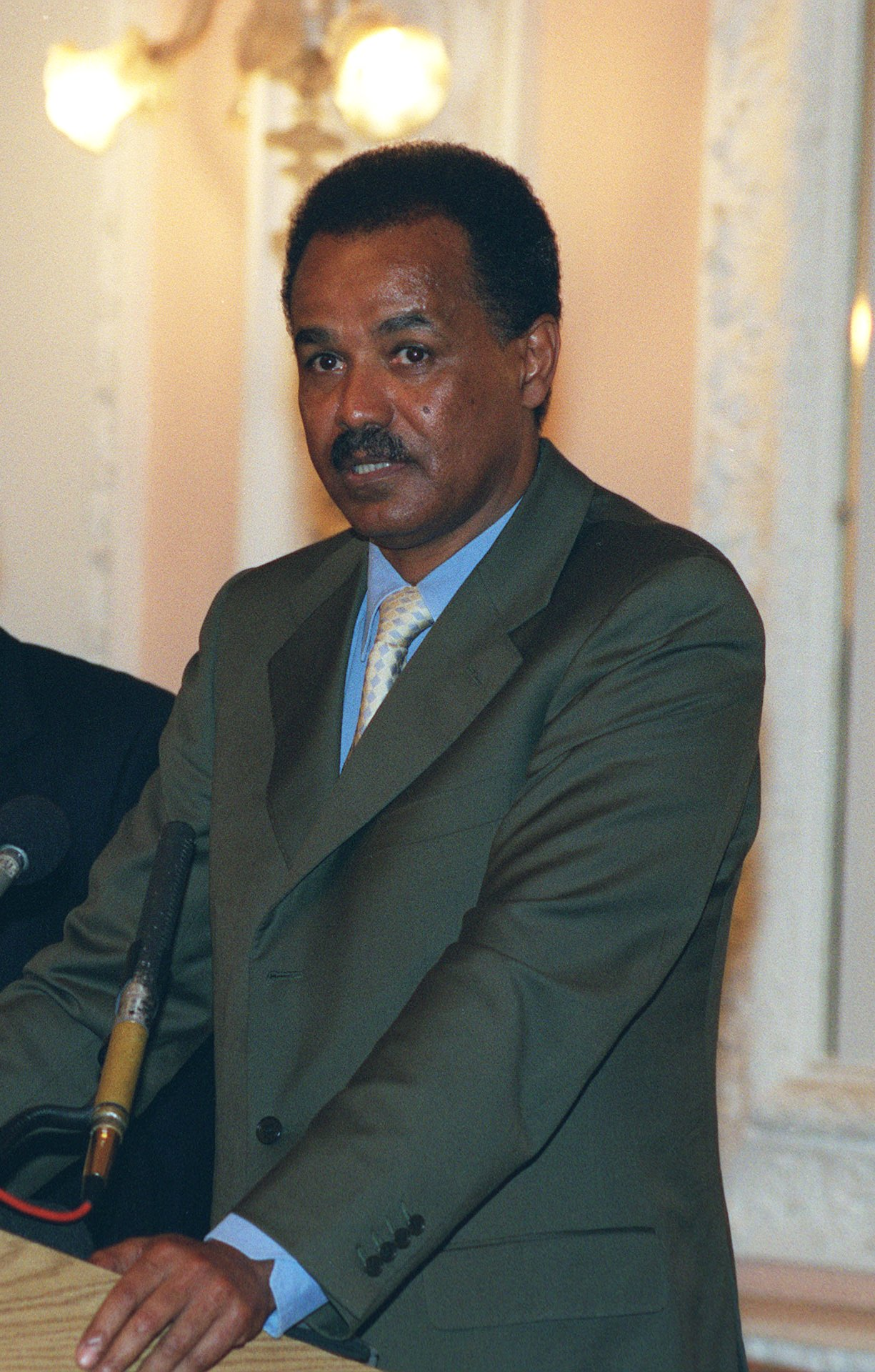
Le président-dictateur érythréen Isaias Afewerki, lors d'un point de presse à Asmara (10 décembre 2002). Cette année là, selon le Comité pour la protection des journalistes (CPJ), D. Isaak a du être hospitalisé après avoir été torturé, ce que le régime de Isaias Afewerki a nié. Mais depuis, nul visiteur indépendant n'a autorisé à rendre visite au prisonnier.

Isaak Dawit est ensuite détenu « dans un lieu tenu secret, sans avoir été inculpé d'aucune infraction, ni déféré devant un juge et sans accès à un avocat », sans droit de visite, et sans procès, comme des milliers d'opposants et des dizaines d'autres journalistes (dont au moins trois sont morts). « Il est l'une des innombrables victimes du régime monstrueux et impuni d'Issayas Afewerki » précise l'ONG Reporter sans frontière, alors que les autorités érythréennes ont accepté l' Habeas Corpus, qui prévoit que tout prisonnier a droit de bénéficier des services d'un avocat et de se défendre.
Depuis (de 2001 à 2021 au moins), comme ses confrères journalistes emprisonnés depuis septembre 2001, il ne peut toujours pas se défendre, et n'est toujours « pas autorisé à communiquer avec sa famille, ses amis, l'Ambassade de Suède, ou avec une quelconque organisation des droits de l'homme » ni même avec la Croix-Rouge internationale, alors même qu'aucun motif, aucune charge n'ait été donné contre lui pour justifier son arrestation. Après 20 ans d'emprisonnement, « aucune charge officielle n'a été retenue à son encontre ». Reporter sans frontière rappelle en 2011 que « Si la loi érythréenne avait été respectée, il aurait dû être inculpé au cours du premier mois de sa détention ou relâché »
En avril 2002, le Comité pour la protection des journalistes (CPJ), a rapporté qu'Isaak avait été hospitalisé pour torture. Le gouvernement érythréen nie qu'il ait été torturé, mais n'a autorisé personne à lui rendre visite. Isaak Dawit n'a pas été jugé devant un tribunal.
En raison de sa double nationalité (suédoise et érythréenne), les autorités suédoises ont commencé à œuvrer à sa libération, par une « diplomatie silencieuse » (selon des sources gouvernementales).
En 2004, un comité de soutien Free Dawit est créé en Suède. Depuis, chaque semain, des représentants du groupe se rendent à l'Ambassade de l'Érythrée à Lidingö (près de Stockholm) et y déposent une lettre de protestations, faute de pouvoir rencontrer l'Ambassadeur, et de nombreuses voix ses sont élevées dans les journaux suédois exigeant que Dawit soit libéré, sans résultats jusqu'en 2021.
Le 19 novembre 2005, il peut sortir de sa prison mais, selon des sources officielles érythréennes, uniquement pour consulter un médecin. Après seulement deux jours de liberté, et alors qu'il se rendait à l'hôpital, Isaak est de nouveau emprisonné. Il serait détenu à la prison de Carchele, dans le centre d'Asmara. Sonfrère Esaya Isaak a pu parler une minute au téléphone avec lui, pour la dernière fois.
Fin 2008, il est transféré de la prison d'Amara dans une prison éloignée de la capitale. Les conditions de détention y sont connues comme « extrêmement dures ». Début février, selon l'organisation du droit de l'homme EWHRD (Eritrea Watch for Human Rights and Democracy), il avait du être hospitalisé dans un hôpital militaire, dans un état critique.

## Soutien international et de la Commission africaine des droits de l'homme et des peuples
Chaque semaine, plusieurs ONG (dont Reporters sans frontières et le National Press Club) demandent à l'ambassade d'Érythrée de Stockholm la libération d'Isaak Dawit.
En 2009, Dawit Isaak est sur la liste des candidats au prestigieux Prix Sakharov, attribué à des personnes et à des organisations consacrant leur existence à la défense des droits de l'homme. Le 27 mars quatre des cinq plus grands journaux suédois (Aftonbladet, Expressen, Dagens Nyheter et Svenska Dagbladet) publient en première page un plaidoyer pour sa libération, et ces cinq journaux publieront des rapports conjoints sur la situation d'Isaak Dawit. Une pétition conjointe est remise à l'ambassade d'Érythrée à Stockholm le 4 mai. Au 4 mai, 209 963 personnes l'avaient signé. 
Le 26 mai, lors d'une interview accordée à la chaîne suédoise TV4 (chaîne 4), le président de l'Érythrée a catégoriquement rejeté l'affaire avec les mots « Nous n'aurons pas de procès et nous ne le libérerons pas. Nous savons comment gérer son espèce (...) Pour moi, la Suède n'a pas d'importance. Le gouvernement suédois n'a rien à voir avec nous ».
En 2010, la méthode de la « diplomatie silencieuse » est mise en échec depuis 10 ans. Elle est critiquée par plusieurs médias suédois, et par Jesper Bengtsson, le président de la branche suédoise de Reporters sans frontières, en avril 2010 :  « [c]'est une honte que Dawit reste en prison et il est remarquable que le gouvernement suédois ne fasse pas plus d'efforts pour le faire libérer ». Un rapport juridique conclut que le droit international sur la double nationalité fait que le gouvernement suédois peut et doit soutenir Dawit Isaak. Ce rapport est envoyé au Ministère suédois des Affaires étrangères (MAE), mais aussi à la commission européenne et au président du Parlement européen. En Janvier 2010 RSF exhorte le rapporteur spécial des Nations unies sur la torture et autres peines ou traitements cruels, inhumains ou dégradants à tout mettre en œuvre pour améliorer les conditions des journalistes emprisonnés en Érythrée.
En 2011, le 3 octobre une « rapporteure spéciale » de la Commission africaine des droits de l'homme et des peuples envoie une lettre à la République d'Érythrée (le 3 octobre 2011) disant notamment « ...La Rapporteure spéciale est préoccupée par le fait que l'État d'Érythrée ne s'est toujours pas conformée aux recommandations de la Commission dans la Communication 275 / 2003- Article 19 c/ l'État d'Érythrée, adoptées lors de sa 40e Session ordinaire. Dans la présente Communication, la Commission a jugé que l'Érythrée était en violation des articles 5, 6, 7(1), 9 et 18 de la Charte africaine... ».
Cette même année, en juin, avec les avocats Me Percy Bratt et Me Prisca Orsonneau, Me Alcalá avait adressé à la Cour suprême érythréenne une ordonnance d'Habeas Corpus en faveur de Dawit Isaac. La cour suprême, bien que les tribunaux érythréens soient supposés indépendants, a cependant jusqu'en 2021 au moins, refusé de juger ce cas.
Après la libération du pilote américano-albanais James Berisha, le 1er vice-Premier ministre du Kosovo, Behgjet Pacolli, entamera une nouvelle mission en Érythrée pour la libération d'Isaak.
En 2012, le 29 octobre le secrétariat de la Commission africaine des droits de l'homme et des peuples reçoit une plainte introduite par Prisca Orsonneau, Jesus Alcala et Percy Bratt représentant Dawit Issak, (le Plaignant), contre la République d'Érythrée, plainte déposée dans le cadre des dispositions des articles 55 et 56 de la Charte africaine des droits de l'homme et des peuples. La commission se saisit du dossier lors de sa 13e Session extraordinaire (du 19 au 25 février 2013), le juge recevable en 2014. Malgré plusieurs rappels, l'État érythréen n'a pas soumis ses observations sur le fond, et ce malgré plusieurs rappels de la Commission africaine des droits de l'homme et des peuples ; il a (le 4 mai 2015) cependant contesté la décision de recevabilité, et plus tard soutenu que « la décision n'est pas conforme aux dispositions de l'article 117 du Code civil transitoire de l'Érythrée et que l'affaire de Dawit Isaak relève de la sécurité nationale et ne devrait pas être examinée par la Commission » et, deux ans plus tard, rend une « décision sur le fond », lors de sa 19e Session Extraordinaire (16 au 25 février 2016), concluant que la République d'Érythrée a violé la Charte africaine des droits de l'homme et des peuples qu'elle a ratifié le 14 janvier 1999 et réaffirmant ses conclusions dans la Communication 275/03 : Article 19 c/ Érythrée, selon lesquelles, l'État défendeur devrait : procéder à la libération ou assurer un jugement rapide et équitable des 18 journalistes (y compris M. Dawit Isaak) détenus depuis septembre 2001 et lever l'interdiction sur la presse ; accorder aux détenus un accès immédiat à leurs familles et à leurs avocats ; et prendre les mesures idoines pour garantir le paiement de l'indemnisation des détenus ». La commission « demande instamment à l'État défendeur de prendre toutes les mesures nécessaires pour appliquer, sans plus tarder, sa décision »; Dans sa conclusion, la Commission rappelle aussi que L'article 23(2) de l'Acte constitutif de l'Union africaine dispose que « tout État membre qui ne se conformerait pas aux décisions et politiques de l'Union peut être frappé de sanctions, notamment en matière de liens avec les autres États membres dans le domaine des transports et communications, et de toute autre mesure déterminée par la Conférence dans les domaines politique et économique ».
Le 10 mai 2013, selon un ancien gardien de prison, Dawit est encore en vie et l'année suivante, en janvier l'ambassadeur de l'Érythrée en Israël affirme à un correspondant du journal Expressen que Dawit Isaak « est Ok ».
En 2020, Shirin Ebadi, lauréate du prix Nobel de la paix cosigne une nouvelle plainte déposée le 21 octobre par RSF auprès du procureur suédois, contre le président érythréen, pour crimes contre l'humanité, torture et disparition forcée. Cette plainte est cosignée par 12 grands avocats internationaux défenseurs des droits humains, dont des personnalités d'envergure internationale telles que Navi Pillay (ex-juge de la Cour pénale internationale et ex-Haut Commissaire aux droits humains ; Irwin Cotler, ex-ministre de la Justice canadien ; et S. Ebadi, laquelle a aussi publiquement appelé la Suède à accentuer son effort, rappelant qu'« après 20 ans, Dawit Isaak, ses collègues et sa famille n'ont que trop attendu justice et vérité. Il est plus que temps que le système judiciaire suédois entame des poursuites contre la disparition forcée d'un citoyen à la double nationalité, un courageux journaliste ciblé en raison de son métier. Le non-respect des obligations internationales ne doit être une option pour aucun État, et d'autant moins pour un gouvernement démocratique comme la Suède » (qui n'a alors toujours pas lancé d'enquête pénale à ce sujet, en dépit des plaintes déposées par RSF, notamment). Bien qu'en 2016, le Procureur général Anders Perklev ait estimé qu'on pouvait penser que des crimes contre l'humanité étaient commis contre Dawit Isaak, il semble avoir souhaité ne pas lancer de procédure pour ne pas interagir avec les négociations menées par le ministre suédois des Affaires étrangères pour une libération du journaliste. En 2020, la procureure de la République (Karolina Wieslander) et le directeur de l'Autorité chargée des poursuites (Lennart Guné) refusent d'ouvrir une enquête, sans justification de la part du second, et au motif que sans la coopération de l'Érythrée, toute enquête se révélait impossible selon la première (Karolina Wieslander). RSF commente ce dernier argument, en notant que précédemment, la Suède avait ouvert un procès contre un citoyen iranien accusé d'avoir contribué à l'exécution de masse de prisonniers irakiens en 1988 dont plusieurs centaines de journalistes), sans coopération de l'Iran… montrant que dans d'autres cas les autorités suédoises peuvent remplir leurs obligations internationales sans coopération du pays où le crime est commis. En même temps que sa plainte, RSF a présenté une requête d'enquête parlementaire visant à examiner l'action du ministère suédois des Affaires étrangères en vue d'obtenir la libération de Dawit Isaak.
En 2021, soit 20 ans après l'arrestation du journaliste I Dawit (deux décennies durant lesquelles « aucun titre indépendant n'a été autorisé »), en partenariat avec la bibliothèque Isaac Dawit à Malmö (Suède), RSF a ajouté une nouvelle salle qui lui est dédiée, au sein de sa « bibliothèque numérique contre la censure » (Bibliothèque libre hébergée au sein du jeu Minecraft, permettant au public l'accès à des articles censurés, lancé lors de la journée mondiale contre la cybercensure le 12 mars 2020), rendant ainsi à nouveau accessible à tous des articles, textes et poèmes autrefois écrits par le journaliste mis au secret durant 20 ans par la dictature érythréenne ; en septembre 2021, cette bibliothèque libre avait déjà été consultée par plus de 25 millions de gamers de plus de 165 pays. Les re-publications de Dawit qu'elle contient font aussi partie du livre « Hope : The Tale of Moses and Manna's Love», une traduction des écrits de Dawit copubliée en 2010 par plusieurs maisons d'édition suédoises. En 2021, dans le Classement mondial de la liberté de la presse , l'Érythrée figure au 180e rang (pour 180 pays) et « avec au moins 11 journalistes actuellement en détention, il constitue toujours la plus grande prison pour journalistes en Afrique subsaharienne ».

### Explications à l'échec de la politique de la diplomatie silencieuse
Le gouvernement érythréen semble avoir exercé un chantage sur la Suède, en utilisant Dawit Isaak comme otage, comme le montre un rapport intitulé « Pourquoi la Suède n'a pas réussi à rapatrier Dawit Isaak, prisonnier de conscience en Erythrée depuis 2001 », publié par RSF le jour des 56 ans du journaliste emprisonné.
Les auteurs du rapport notent que :
- dans un premier temps, le MAE a été indifférent aux appels d'Esayas Isaaku (frère cadet de Dawit Isaak) et de So a Isaak, l'épouse de D Isaac. Le MAE est pourtant légalement tenu de faire tout ce qui est en son pouvoir pour obtenir la libération d'un citoyen suédois emprisonné pour des motifs douteux (même quand il a une double nationalité comme l'a confirmé un avis juridique de 2010, analysant les cas de Dawit Isaak à la demande de RSF). Faute de réaction du ministère, Esayas Isaak s'est adressé aux médias, qui, à l'automne 2001, après les attentats du 11 septembre ne se sont pas montrés intéressés par le cas d'un journaliste suédois et érythréen emprisonné dans un lieu secret de la corne de l'Afrique.
- la Suède, plusieurs fois, n'a pas énoncé ses exigences à propos de Dawit Isaak alors que l'Union européenne attribuait des aides au développement pour l'Érythrée (dont en 2015 quand l'UE a décidé de presque doubler son aide au développement pour l'Érythrée)[16]. Et « au moins à une occasion, le MAE a conseillé à une délégation du Parlement européen de ne pas mentionner le cas de Dawit Isaak lors d'une visite officielle à Asmara »[16] ;
- son  procureur général, à deux reprises, n'a pas voulu ouvrir une enquête criminelle contre le président érythréen Isaias Afwerki, suivant ainsi la position du ministère des Affaires étrangères suédois ;
- le ministère des Affaires étrangères a conseillé à l'Agence suédoise de développement et coopération internationale (SIDA) de ne pas fournir d'aide financière à Radio Erena (seule radio indépendante d'Érythrée, qui émet depuis la France), alors même que l'agence promeut officiellement, de par ses statuts et dans ses missions, le respect des droits de l'homme, de la démocratie et de l'égalité des sexes, tels que proclamés dans la Déclaration universelle des droits de l'homme ;
- à l'inverse d'autres pays, la Suède n'a pas pris en compte de l'appel de l'ONU à freiner la collecte d'impôts auprès d'érythréens résidant à l'étranger par le régime érythréen ;
- au Conseil de sécurité de l'ONU la Suède a cherché à lever les sanctions contre l'Érythrée.

Le rapport conclut que le régime dictatorial d'Asmara a finalement « tiré profit à la fois politiquement et financièrement du maintien du journaliste en prison ».
Le ministère suèdois des affaires étrangères a bloqué l'accès à tous les documents, y compris aux parties sensibles expurgées et y compris à documents autrefois déjà mis à disposition par ce ministère. Une décision ministérielle du 9 juillet 2020, signée par Ann Linde (ministre des Affaires étrangères) a classé ses documents comme secrets en raison de leur liens avec les « relations internationales de la Suède », et car « Dawit Isaak ou ses proches peuvent subir un préjudice si leur contenu est révélé », ce qui évoque des menaces prises eu sérieux envers ces derniers. Dawit Isaak est donc en quelque sorte deux fois mis au secret, pour des raisons opposées, mais faisant qu'aucun procès n'a été conduit, ni dans son pays d'origine, ni dans son pays d'accueil. Eb 20 ans, neuf ministres suédois des affaires étrangères ont eu à suivre ce dossier. deux sont morts (Anna Lindh et Jan O. Karlsson) ; et parmi les sept autres, deux (Laila Freivalds, en poste en 2003-2006, et Bosse Ringholm, ministre par intérim pendant moins d'une semaine après la démission de Freivald) n'ont pas voulu répondre aux questions de RSF.
L'Érythrée subit un régime de sanctions de l'ONU depuis 2009 (incluant un embargo sur les armes) à la suite de soupçons de soutien au groupe terroriste (islamiste) al-Shabab en Somalie. En 2017-2018, à deux reprises, en tant que membre du Conseil de sécurité de l'ONU, lors de votes sur les sanctions, la Suède a voté avec la majorité pour maintenir les sanctions, l'Érythrée n'ayant pas coopéré avec les experts de l'ONU. Avant cela, la Suède a « encouragé l'Érythrée à s'acquitter afin que les sanctions puissent être levées. Le raisonnement était que si les menaces et sanctions extérieures disparaissaient, ils pourraient libérer les prisonniers politiques sans perdre la face », selon Annika Söder. En 2018 l'Érythrée fait la paix avec l'Éthiopie, laissant espérer à certains une ouverture démocratique et la libération des prisonniers politiques. À l'ONU, la Suède soutient l'Éthiopie pour une levée des sanctions, l'Érythrée ayant laissé penser que Dawit Isaak pourrait être libéré une fois les sanctions levées ; il n'en sera rien (« ils nous ont toujours maintenus entre espoir et désespoir », dira Margot Wallström »).

### Opération «Sitt med Dawit» (Passer quelques instants avec Dawit)
« Sitt med Dawit » est le titre suédois d'une manifestation (itinérante) lancée alors que Dawit Isaak a déjà passé 14 ans en prison. Il s'agit de susciter de l'empathie et un engagement en faveur de Dawit Isaak. Le public est invité à passer quelques instants (15 min) « avec Dawit », c'est-à-dire seul, dans l'obscurité d'une cellule semblable à celle de Dawit. C'est un espace créé pour la compassion ; « 15 minutes d'enfermement pour un moment de réflexion ». Autour de la cellule, le public est invité à parler à voix basse et avec respect pour Dawit Isaak et son destin, en pensant à la situation dans laquelle se trouve, enfermé contre son gré et contre la loi, à distance. Les participants sont ensuite invité à parler de leur expérience dans leurs réseaux.

## 2021: Vers une enquête préliminaire pour crimes contre l'humanité?
En 2021, après 20 ans d'inefficacité de la diplomatie silencieuse pour ce dossier, Reporters sans frontières (RSF) appelle la justice suédoise à remplir ses obligations, et demande à Petra Lundh (Procureure générale de Suède) de revenir sur la décision de ne pas ouvrir une enquête pour crimes contre l'humanité.

## Rumeurs sur sa mort
De telles rumeurs ont plusieurs fois circulé, dont le 27 octobre 2011, à l'occasion de son 47e anniversaire, quand la chaîne de radio commerciale suédoise Radio 1 a annoncé que Dawit Isaak pourrait bien être mort,.
Environ 6 mois plus tard (en avril 2012), de nouvelles rumeurs ont recommencé à circuler quand plusieurs politiciens érythréens ont déclaré qu'il était mort en prison. Lorsqu'un représentant du gouvernement érythréen a été confronté aux rumeurs lors d'une interview en Suède, il a éludé la question, refusant de répondre.

## Publications
En 2011 parait le livre « Espoir : le récit de l'amour de Moses et Manna & d'autres texte », grâce à une collaboration entre onze éditeurs suédois. Sa traduction a été financièrement assurée par l'Académie Suédoise et les revenus de sa vente seront versées sur le compte bancaire suédois de Dawit Isaak.
En 2015, plusieurs textes de Dawit sont en cours de traduction vers l'anglais et le français.

## Récompense
En 2007, Isaak reçoit, le 2 mars, un nouveau prix, dédié à la mémoire d'Anna Politkovskaya, décerné par le Swedish National Press Club.
En 2009, il a reçoit le Prix Kurt-Tucholsky de l'association suédoise PEN.
En 2010, il reçoit aussi le prix norvégien Ytringsfrihetsprisen, de la liberté d'expression pour 2009, lors de la réunion annuelle de l'Union des auteurs norvégiens le 14 mars 2010.
En octobre 2011, il reçoit le 50e prix de la Plume d'or de la Liberté ( Golden Pen of Freedom Award) alors qu'il est encore détenu en captivité (prix remis à Vienne à son frère Esias Isaak par l'Association mondiale des journaux).
En mars 2017 il reçoit le Prix mondial de la liberté de la presse UNESCO/Guillermo Cano 2017 .